# Genie High
Genie High (ジェニーハイ?), è una band giapponese composta da cinque membri.

## Storia del gruppo
Il 31 luglio 2017, per aumentare la popolarità del programma di varietà "BAZOOKA !!!" trasmesso su BS SKY PerfecTV !, si forma la "BAZOKA !!! project band" formata da Kazutoyo Koyabo, Kunihiro Kawashima, Nakajima Ikkyu, Enon Kawatani e Takashi Aragaki, un musicista contemporaneo apparso in programma in passato. Successivamente, il 16 ottobre, è stato annunciato che la band sarebbe stata chiamata Genie High, e il 16 marzo 2018 è stata pubblicata la canzone di debutto "片目で異常に恋してる" ("I love you abnormally with one eye").
Il nome del gruppo è stato suggerito da Kawatani perché riteneva che "ogni membro della band ha diverse forme di genio" e ha suggerito Genie, che in francese significa genio, ma Koyabu propose Genie High nel senso di "oltre il genio".
Dal loro debutto, hanno pubblicato un EP e due album, ciascuno dei quali ha riscosso un certo successo nelle classifiche. L'EP omonimo Genie High (ジェニーハイ?) ha debuttato al numero 3 della classifica "Hot Albums" di Billboard Japan. Questo è stato seguito dall'uscita dell'album Genie High Story (ジェニーハイストーリー?) nel novembre 2019, che ha debuttato al numero 18. Nel settembre 2021, il secondo album della band Genie Star (ジェニースター?) ha debuttato al numero 8.
Nonostante la band avesse difficoltà a trovare il tempo per esibirsi a causa dei loro altri impegni, hanno registrato l'esibizione dal vivo Arena Genie (アリーナジェニー)?) pubblicata su DVD nel gennaio 2022.
Ad aprile 2023 la band ha annunciato che il loro terzo album, ジェニースター (Jenīsutā?), sarà pubblicato il 28 giugno.
L'album sarà una produzione in edizione limitata con una T-shirt stampata con una rara illustrazione originale disegnata per questo album da Kukki! (Ba), un membro della band. Le canzoni incluse nell'album saranno annunciate in seguito.
Allo stesso tempo, è stato annunciato che da luglio si terrà un tour nazionale "ジェニーハイTOUR 2023「クラシックファイブ」 (Genie High TOUR 2023 Kurashikkufaibu?)". Si tratterà del loro più grande e primo tour in sala, che si svolgerà in 10 località in tutto il paese. La tappa finale sarà al Tokyo International Forum Hall A il 26 settembre.

## Membri
Enon Kawatani （かわたに えのん)  3 dicembre 1988
Chitarra e produzione.
Membro degli indigo la End, Gesu no Kiwami Otome. Oltre ad essere attivo come membro degli ichikoro e degli gakusei kibun, è anche responsabile della produzione musicale per DADARAY.
Viene spesso chiamato " P ", che è un acronimo per i produttori, dai membri.

Kazutoyo Koyabu （こやぶ かずとよ) 11 settembre 1973
Batteria.
Presidente della Yoshimoto Shinkigeki. "BAZOOKA! ! !" Regular.
È stato attivo come membro del Music Festival Koyabusonic e Music Unit Big Porn, ed è attualmente membro della Yoshimoto Shin Comedy.

Kunihiro Kawashima (くっきー!)  12 marzo 1976
Basso.
Comico. "BAZOOKA! ! !" Regular.
Membro di THE SESELAGEES.
È responsabile del basso in questa band, ma è anche responsabile nella produzione delle basi e della chitarra in THE SESELAGEES, e scrive anche testi per la maggior parte delle canzoni.
Responsabile dell'illustrazione della copertina per la canzone di debutto 片目で異常に恋してる (I love you abnormally with one eye?).

Nakajima Ikkyu（なかじま イッキュウ) 29 maggio 1989
Cantante.
È anche membro della rock band tricot. "BAZOOKA! ! !" Regular.
Inizialmente doveva essere responsabile della chitarra e della voce, ma con l'aggiunta di Kawatani, divenne responsabile solo della voce.

Takashi Niigaki （にいがき たかし)  1º settembre 1970
Tastiera. Compositore e pianista di musica contemporanea.
Al momento della formazione del gruppo, Koyabu fu informato da Kawatani che era necessario un tastierista per la formazione, e raccomandò Niigaki con cui avevo una stretta amicizia, che aveva partecipato a BAZOOKA! ed era apparso in Koyabussonic, definendolo come il tastierista migliore che conosca". Da Koyabu e Kawashima viene chiamato Gakkī.

## Discografia
La classifica è data dalla posizione più alta nella classifica settimanale Oricon.

### Singoli
| #   | Data di rilascio | Titolo                                                     |
| --- | ---------------- | ---------------------------------------------------------- |
| 1°  | 16 marzo 2018    | 片目で異常に恋してる (I love you abnormally with one eye?) |
| 2°  | 8 maggio 2019    | ジェニーハイラプソディー (Genie High Rhapsody?)            |
| 3°  | 23 agosto 2019   | シャミナミ (Shaminami?)                                    |
| 4°  | 16 maggio 2020   | ジェニーハイウォッシュ (Genie High Wash?)                  |
| 5°  | 13 novembre 2020 | コクーンさん (Cocoon?)                                     |
| 6°  | 11 giugno 2021   | 華奢なリップ (Kyashana rippu?) (feat. ちゃんみな)          |
| 7°  | 19 maggio 2022   | エクレール (Ekurēru?)                                      |
| 8°  | 11 novembre 2022 | PEAKY                                                      |
| 9°  | 30 novembre 2022 | 超最悪 (Chō saiaku?)                                       |
| 10° | 21 marzo 2023    | モンスター (Monsutā?) (feat. yama)                         |

### Album
| #  | Data di rilascio  | Titolo                                  | Formato                                                                                                | Tracklist | Classifica |
| -- | ----------------- | --------------------------------------- | --- | --- | ---------- |
| 1° | 27 novembre 2019  | ジェニーハイストーリー (Jenīhaisutōrī?) | Edizione limitata (2CD + DVD) CD                                                                       | CD (10 canzoni in totale) CD in edizione limitata (11 canzoni in totale) DVD in edizione limitata (2 canzoni in totale) | 24         |
| 2° | 1º settembre 2021 | ジェニースター (Jenīsutā?)              | Edizione limitata (CD + DVD) Edizione limitata (CD + Blu-ray) CD                                       | CD (12 canzoni in totale) DVD Blu-ray in edizione limitata (4 brani in totale)                                          | 9          |
| 3° | 28 giugno 2023    | ジェニークラシック (Jenīkurashikku?)    | Edizione Limitata (CD+DVD) Edizione Limitata (CD+Blu-ray) Edizione limitata (CD+DVD+Blu-ray+maglietta) | CD (12 canzoni in totale) DVD Blu-ray in edizione limitata                                                              |            |

### Mini album
| #  | Data di rilascio | Titolo                     | Formato                                            | Tracklist                               | Classifica |
| -- | ---------------- | -------------------------- | -------------------------------------------------- | --------------------------------------- | ---------- |
| 1° | 17 ottobre 2018  | ジェニーハイ (Genie High?) | Edizione limitata (CD + DVD) Formato standard (CD) | CD (6 canzoni) DVD in edizione limitata | 12º posto  |

## Video musicali
| Regista                 | Titolo                           |
| ----------------------- | -------------------------------- |
| Kensuke Kawamura        | " 片目で異常に恋してる "         |
| sconosciuto             | " ジェニーハイのテーマ "         |
| Mai Sakai               | " ジェニーハイラプソディー "     |
| Mai Sakai               | " シャミナミ "                   |
| Kato Mani               | " グータラ節 "                   |
| Keisuke Abe             | " ジェニーハイウォッシュ "       |
| Takuro Okubo            | " 華奢なリップ feat.ちゃんみな " |
| Takuro Okubo            | " 夏嵐 "                         |
| Takuro Okubo            | " エクレール "                   |
| Daisuke Uchiyama (ZYLA) | " ジェニースター "               |
| Hayashi Nozomi          | " 卓球モンキー "                 |